# سيمون تشوبانغ
سيمون تشوبانغ (بالفرنسية: Simon Tschobang)‏ (مواليد 31 أغسطس 1951) هو لاعب كرة قدم. يلعب مع منتخب الكاميرون لكرة القدم. سبق له أن لعب في كأس العالم لكرة القدم مع منتخب بلاده.

## روابط خارجية
- سيمون تشوبانغ على موقع الاتحاد الدولي (مؤرشف)  (الإنجليزية)
- سيمون تشوبانغ على موقع قاعدة بيانات كرة القدم.إي يو (الإنجليزية)
- سيمون تشوبانغ على موقع عالم كرة القدم.نت (الإنجليزية)